# Zaporijjea, Borzna
Zaporijjea (în ucraineană Запоріжжя) este un sat în comuna Krasnosilske din raionul Borzna, regiunea Cernihiv, Ucraina.

## Demografie
Componența lingvistică a localității Zaporijjea
     Ucraineană (100%)
Conform recensământului din 2001, toată populația localității Zaporijjea era vorbitoare de ucraineană (100%).